# Liste der Naturschutzgebiete in Mecklenburg-Vorpommern
Das periodisch aktualisierte Schutzgebietsverzeichnis Mecklenburg-Vorpommerns führt derzeit (Stand Februar 2017) 292 ausgewiesene Naturschutzgebiete (NSG).

## Liste der Naturschutzgebiete
| Name des Gebietes                                              | Bild           | Kennung | WDPA      | Landkreis / Stadt                                                      | Beschreibung / Bemerkungen | Standort | Fläche in Hektar | Datum der Verordnung |
| -------------------------------------------------------------- | -------------- | ------- | --------- | ---------------------------------------------------------------------- | -------------------------- | -------- | ---------------- | -------------------- |
| Abtshagen                                                      | weitere Bilder | N 22    | 162042    | Landkreis Vorpommern-Rügen                                             |                            | Position | 240              | 1961                 |
| Ahlbecker Seegrund                                             | weitere Bilder | N 180   | 102226    | Landkreis Vorpommern-Greifswald                                        |                            | Position | 1278             | 1990                 |
| Ahrenshäger See                                                | weitere Bilder | N 227   | 162050    | Landkreis Rostock                                                      |                            | Position | 41               | 1990                 |
| Ahrenshooper Holz                                              | weitere Bilder | N 23    | 162051    | Landkreis Vorpommern-Rügen                                             |                            | Position | 55               | 1961                 |
| Alte Elde bei Kuppentin                                        | weitere Bilder | N 228   | 162085    | Landkreis Ludwigslust-Parchim                                          |                            | Position | 325              | 1995                 |
| Altwarper Binnendünen, Neuwarper See und Riether Werder        | weitere Bilder | N 186   | 64662     | Landkreis Vorpommern-Greifswald                                        |                            | Position | 1431             | 1990                 |
| Anklamer Stadtbruch                                            | weitere Bilder | N 47    | 14364     | Landkreis Vorpommern-Greifswald                                        |                            | Position | 1461             | 1967                 |
| Barschmoor                                                     | weitere Bilder | N 87    | 162344    | Landkreis Mecklenburgische Seenplatte                                  |                            | Position | 33               | 1975                 |
| Beketal                                                        | weitere Bilder | N 302   | 162366    | Landkreis Rostock                                                      |                            | Position | 112              | 1995                 |
| Beseritzer Torfwiesen                                          | weitere Bilder | N 20    | 162398    | Landkreis Mecklenburgische Seenplatte                                  |                            | Position | 42               | 1943                 |
| Binnensalzwiese bei Sülten                                     | weitere Bilder | N 278   | 318199    | Landkreis Ludwigslust-Parchim                                          |                            | Position | 14               | 1999                 |
| Binsenbrink im Teterower See                                   | weitere Bilder | N 2     | 162424    | Landkreis Rostock                                                      |                            | Position | 74               | 1941                 |
| Birkbuschwiesen                                                | weitere Bilder | N 88    | 14381     | Landkreis Mecklenburgische Seenplatte                                  |                            | Position | 136              | 1975                 |
| Blaues Wasser                                                  | weitere Bilder | N 48    | 162448    | Landkreis Ludwigslust-Parchim                                          |                            | Position | 10               | 1967                 |
| Blüchersches Bruch und Mittelplan                              |                | N 138   | 162463    | Landkreis Mecklenburgische Seenplatte                                  |                            | Position | 187              | 1994                 |
| Bockhorst                                                      | weitere Bilder | N 290   | 318209    | Landkreis Rostock                                                      |                            | Position | 64               | 2000                 |
| Boissower See und Südteil des Neuenkirchener Sees              | weitere Bilder | N 316   | 344578    | Landkreis Ludwigslust-Parchim                                          |                            | Position | 73               | 2005                 |
| Bolzer See                                                     | weitere Bilder | N 56    | 14348     | Landkreis Ludwigslust-Parchim                                          |                            | Position | 112              | 1967                 |
| Borgwallsee und Pütter See                                     | weitere Bilder | N 311   | 162499    | Landkreis Vorpommern-Rügen                                             |                            | Position | 566              | 1997                 |
| Brantensee                                                     |                | N 195   | 162536    | Landkreis Ludwigslust-Parchim                                          |                            | Position | 90               | 1997                 |
| Breeser See                                                    | weitere Bilder | N 105   | 14358     | Landkreis Rostock                                                      |                            | Position | 162              | 1982                 |
| Bretziner Heide                                                | weitere Bilder | N 106   | 162561    | Landkreis Ludwigslust-Parchim                                          |                            | Position | 31               | 1982                 |
| Brooker Wald                                                   |                | N 24    | 162573    | Landkreis Nordwestmecklenburg                                          |                            | Position | 51               | 1961                 |
| Brooksee                                                       | weitere Bilder | N 318   | 318244    | Landkreis Rostock                                                      |                            | Position | 26               | 1999                 |
| Buddenhagener Moor                                             | weitere Bilder | N 244   | 162626    | Landkreis Vorpommern-Greifswald                                        |                            | Position | 113              | 1990                 |
| Burgwall Rothemühl                                             | weitere Bilder | N 51    | 162657    | Landkreis Vorpommern-Greifswald                                        |                            | Position | 45               | 1967                 |
| Campower Steilufer                                             |                | N 149   | 162672    | Landkreis Nordwestmecklenburg                                          |                            | Position | 13               | 1990                 |
| Comthureyer Berg                                               | weitere Bilder | N 89    | 162681    | Landkreis Mecklenburgische Seenplatte                                  |                            | Position | 13               | 1975                 |
| Conower Werder                                                 | weitere Bilder | N 57    | 162682    | Landkreis Mecklenburgische Seenplatte                                  |                            | Position | 54               | 1967                 |
| Conventer See                                                  | weitere Bilder | N 12    | 14324     | Landkreis Rostock                                                      |                            | Position | 224              | 1939                 |
| Cossensee                                                      |                | N 262   | 318277    | Landkreis Rostock                                                      |                            | Position | 137              | 2001                 |
| Dambecker Seen                                                 | weitere Bilder | N 53    | 14322     | Landkreis Nordwestmecklenburg                                          |                            | Position | 195              | 1967                 |
| Damerower Werder                                               | weitere Bilder | N 58    | 14370     | Landkreis Mecklenburgische Seenplatte                                  |                            | Position | 767              | 1998                 |
| Dammer Postmoor                                                | weitere Bilder | N 183   | 165025    | Landkreis Rostock                                                      |                            | Position | 245              | 2000                 |
| Darschkower See bei Stolzenburg                                |                | N 201   | 162705    | Landkreis Vorpommern-Greifswald                                        |                            | Position | 25               | 1993                 |
| Das Alte Moor bei Drispeth                                     |                | N 107   | 162706    | Landkreis Nordwestmecklenburg                                          |                            | Position | 12               | 1982                 |
| Daschower Moor                                                 |                | N 229   | 162709    | Landkreis Ludwigslust-Parchim                                          |                            | Position | 95               | 1994                 |
| Der Ewige Teich                                                |                | N 150   | 162725    | Landkreis Nordwestmecklenburg                                          |                            | Position | 21               | 1990                 |
| Dierhäger Moor                                                 |                | N 13    | 14328     | Landkreis Vorpommern-Rügen                                             |                            | Position | 152              | 1939                 |
| Döpe                                                           | weitere Bilder | N 19    | 14323     | Landkreis Nordwestmecklenburg, Landkreis Ludwigslust-Parchim           |                            | Position | 214              | 1941                 |
| Dornbusch und Schwedenhagener Ufer                             | weitere Bilder | N 294   | 81541     | Landkreis Vorpommern-Rügen                                             |                            | Position | 10               | 1937                 |
| Drewitzer See mit Lübowsee und Dreiersee                       | weitere Bilder | N 196   | 102230    | Landkreis Mecklenburgische Seenplatte                                  |                            | Position | 1467             | 1994                 |
| Drispether Moor                                                | weitere Bilder | N 313   | 318295    | Landkreis Nordwestmecklenburg                                          |                            | Position | 69               | 1938                 |
| Dünenheide auf der Insel Hiddensee                             | weitere Bilder | N 295   | 162821    | Landkreis Vorpommern-Rügen                                             |                            | Position | 67               | 1967                 |
| Dünenkiefernwald am Langhagensee                               | weitere Bilder | N 84    | 162822    | Landkreis Ludwigslust-Parchim                                          |                            | Position | 15               | 1996                 |
| Durchbruchstal der Warnow und Mildenitz                        | weitere Bilder | N 70    | 162825    | Landkreis Ludwigslust-Parchim, Landkreis Rostock                       |                            | Position | 71               | 1967                 |
| Ehmkendorfer Moor                                              | weitere Bilder | N 215   | 378069    | Landkreis Rostock                                                      |                            | Position | 38               | 1990                 |
| Eichhorst im Schönbecker Wald                                  |                | N 101   | 162890    | Landkreis Mecklenburgische Seenplatte                                  |                            | Position | 228              | 1981                 |
| Eldena                                                         | weitere Bilder | N 26    | 14342     | Landkreis Vorpommern-Greifswald                                        |                            | Position | 420              | 1961                 |
| Entenmoor Moitin                                               |                | N 125   | 162958    | Landkreis Rostock                                                      |                            | Position | 31               | 1995                 |
| Erweiterung Galenbecker See                                    |                | N 49B   | 378072    | Landkreis Vorpommern-Greifswald, Landkreis Mecklenburgische Seenplatte |                            | Position | 863              | 1993                 |
| Erweiterung Putzarer See                                       |                | N 69B   | 378076    | Landkreis Mecklenburgische Seenplatte                                  |                            | Position | 58               | 1995                 |
| Fauler See – Rustwerder/Poel                                   | weitere Bilder | N 126   | 163030    | Landkreis Nordwestmecklenburg                                          |                            | Position | 137              | 1984                 |
| Feldberger Hütte                                               |                | N 28    | 14376     | Landkreis Mecklenburgische Seenplatte                                  |                            | Position | 480              | 1994                 |
| Feuchtgebiet Waidmannslust                                     |                | N 310   | 163064    | Landkreis Mecklenburgische Seenplatte                                  |                            | Position | 174              | 1996                 |
| Fischteiche in der Lewitz                                      | weitere Bilder | N 59    | 14354     | Landkreis Ludwigslust-Parchim                                          |                            | Position | 1767             | 1967                 |
| Försterhofer Heide                                             | weitere Bilder | N 276   | 164400    | Landkreis Vorpommern-Rügen                                             |                            | Position | 83               | 1993                 |
| Freienholz (Kriegholz)                                         | weitere Bilder | N 205   | 163148    | Landkreis Rostock                                                      |                            | Position | 59               | 1961                 |
| Friedrichsmoor                                                 | weitere Bilder | N 29    | 14353     | Landkreis Ludwigslust-Parchim                                          |                            | Position | 170              | 1961                 |
| Gägelower See                                                  |                | N 124   | 318418    | Landkreis Ludwigslust-Parchim                                          |                            | Position | 40               | 1999                 |
| Galenbecker See                                                | weitere Bilder | N 49A   | 14365     | Landkreis Vorpommern-Greifswald, Landkreis Mecklenburgische Seenplatte |                            | Position | 1031             | 1967                 |
| Gehlsbachtal                                                   |                | N 239   | 163214    | Landkreis Ludwigslust-Parchim                                          |                            | Position | 252              | 1996                 |
| Göldenitzer Moor                                               | weitere Bilder | N 30    | 14326     | Landkreis Rostock                                                      |                            | Position | 901              | 2008                 |
| Goldensee                                                      | weitere Bilder | N 155   | 163275    | Landkreis Nordwestmecklenburg                                          |                            | Position | 174              | 1990                 |
| Golm                                                           | weitere Bilder | N 50    | 163281    | Landkreis Vorpommern-Greifswald                                        |                            | Position | 23               | 1967                 |
| Goor – Muglitz: Freetzer Niederung und Goor                    | weitere Bilder | N 187b  | 163282    | Landkreis Vorpommern-Rügen                                             |                            | Position | 129              | 1990                 |
| Goor – Muglitz: Muglitzer Boddenufer                           |                | N 187a  | 163282    | Landkreis Vorpommern-Rügen                                             |                            | Position | 13               | 1990                 |
| Gorinsee                                                       |                | N 193   | 163287    | Landkreis Vorpommern-Greifswald                                        |                            | Position | 249              | 1990                 |
| Görslower Ufer                                                 | weitere Bilder | N 108   | 163289    | Landkreis Ludwigslust-Parchim                                          |                            | Position | 50               | 1982                 |
| Gothensee und Thurbruch                                        | weitere Bilder | N 52    | 14344     | Landkreis Vorpommern-Greifswald                                        |                            | Position | 808              | 1967                 |
| Gottesheide mit Schloßsee und Lenzener See                     | weitere Bilder | N 194   | 102241    | Landkreis Vorpommern-Greifswald                                        |                            | Position | 1403             | 1990                 |
| Grambower Moor                                                 | weitere Bilder | N 109   | 163301    | Landkreis Nordwestmecklenburg, Landkreis Ludwigslust-Parchim           |                            | Position | 571              | 1994                 |
| Gramstorfer Berge                                              | weitere Bilder | N 216   | 378089    | Landkreis Rostock                                                      |                            | Position | 47               | 1990                 |
| Granitz                                                        | weitere Bilder | N 188   | 64684     | Landkreis Vorpommern-Rügen                                             |                            | Position | 1161             | 1990                 |
| Greifswalder Oie                                               | weitere Bilder | N 245   | 163317    | Landkreis Vorpommern-Greifswald                                        |                            | Position | 215              | 1995                 |
| Grenztalmoor                                                   | weitere Bilder | N 80    | 14331     | Landkreis Vorpommern-Rügen                                             |                            | Position | 488              | 1971                 |
| Griever Holz                                                   |                | N 181   | 163325    | Landkreis Rostock                                                      |                            | Position | 186              | 1990                 |
| Groß Potremser Moor                                            |                | N 209   | 163333    | Landkreis Rostock                                                      |                            | Position | 186              | 1993                 |
| Großer Koblentzer See                                          | weitere Bilder | N 54    | 14369     | Landkreis Vorpommern-Greifswald                                        |                            | Position | 270              | 1967                 |
| Großer Schwerin mit Steinhorn                                  | weitere Bilder | N 90    | 14372     | Landkreis Mecklenburgische Seenplatte                                  |                            | Position | 415              | 1975                 |
| Großer und Kleiner Serrahn                                     |                | N 197   | 14375     | Landkreis Ludwigslust-Parchim                                          |                            | Position | 715              | 1990                 |
| Großer Wotig                                                   | weitere Bilder | N 246   | 163367    | Landkreis Vorpommern-Greifswald                                        |                            | Position | 212              | 1995                 |
| Großes Holz                                                    | weitere Bilder | N 31    | 163372    | Landkreis Rostock                                                      |                            | Position | 20               | 1961                 |
| Großes Moor bei Dänschenburg                                   | weitere Bilder | N 21    | 163375    | Landkreis Vorpommern-Rügen                                             |                            | Position | 71               | 1943                 |
| Großes Moor bei Darze                                          | weitere Bilder | N 110   | 14388     | Landkreis Ludwigslust-Parchim                                          |                            | Position | 193              | 1982                 |
| Gruber Forst                                                   | weitere Bilder | N 182   | 163394    | Landkreis Rostock                                                      |                            | Position | 376              | 1990                 |
| Grundloser See bei Ahrensberg                                  |                | N 91    | 163400    | Landkreis Mecklenburgische Seenplatte                                  |                            | Position | 45               | 1994                 |
| Grünzer Berge                                                  |                | N 202   | 163406    | Landkreis Vorpommern-Greifswald                                        |                            | Position | 30               | 1993                 |
| Gültzsee                                                       |                | N 198   | 163410    | Landkreis Rostock                                                      |                            | Position | 192              | 1997                 |
| Gutower Moor und Schöninsel                                    | weitere Bilder | N 261   | 318481    | Landkreis Rostock                                                      |                            | Position | 365              | 2000                 |
| Halbinsel Cosim                                                | weitere Bilder | N 247   | 163490    | Landkreis Vorpommern-Greifswald                                        |                            | Position | 102              | 1996                 |
| Halbinsel Devin                                                | weitere Bilder | N 273   | 319229    | Landkreis Vorpommern-Rügen                                             |                            | Position | 106              | 1993                 |
| Halbinsel Fahrenbrink                                          |                | N 249   | 163492    | Landkreis Vorpommern-Greifswald                                        |                            | Position | 36               | 1994                 |
| Hauptmannsberg                                                 | weitere Bilder | N 60    | 163557    | Landkreis Mecklenburgische Seenplatte                                  |                            | Position | 47               | 1967                 |
| Heilige Hallen                                                 | weitere Bilder | N 7     | 163598    | Landkreis Mecklenburgische Seenplatte                                  |                            | Position | 67               | 1993                 |
| Heiligensee und Hütelmoor                                      | weitere Bilder | N 32    | 14325     | Stadt Rostock                                                          |                            | Position | 540              | 1961                 |
| Hellberge                                                      | weitere Bilder | N 99    | 81859     | Landkreis Mecklenburgische Seenplatte                                  |                            | Position | 47               | 1994                 |
| Hellgrund                                                      |                | N 10    | 163628    | Landkreis Mecklenburgische Seenplatte                                  |                            | Position | 20               | 1939                 |
| Hinrichshagen                                                  | weitere Bilder | N 61    | 14368     | Landkreis Mecklenburgische Seenplatte                                  |                            | Position | 996              | 1967                 |
| Hohe Burg und Schwarzer See                                    | weitere Bilder | N 34    | 14349     | Landkreis Rostock                                                      |                            | Position | 118              | 1961                 |
| Hullerbusch und Schmaler Luzin                                 | weitere Bilder | N 75    | 14377     | Landkreis Mecklenburgische Seenplatte                                  |                            | Position | 344              | 1967                 |
| Hütter Klosterteiche                                           | weitere Bilder | N 319   | 344589    | Landkreis Rostock                                                      |                            | Position | 57               | 2005                 |
| Insel Görmitz                                                  | weitere Bilder | N 323   | 318605    | Landkreis Vorpommern-Greifswald                                        |                            | Position | 137              | 2001                 |
| Insel Koos, Kooser See und Wampener Riff                       | weitere Bilder | N 250   | 102245    | Landkreis Vorpommern-Greifswald                                        |                            | Position | 1566             | 1994                 |
| Insel Langenwerder                                             | weitere Bilder | N 6     | 9322      | Landkreis Nordwestmecklenburg                                          |                            | Position | 58               | 1937                 |
| Insel Pulitz                                                   | weitere Bilder | N 4     | 14340     | Landkreis Vorpommern-Rügen                                             |                            | Position | 218              | 1937                 |
| Insel Vilm                                                     | weitere Bilder | N 3     | 11796     | Landkreis Vorpommern-Rügen                                             |                            | Position | 171              | 1990                 |
| Insel Walfisch                                                 | weitere Bilder | N 140   | 378101    | Landkreis Nordwestmecklenburg                                          |                            | Position | 72               | 2010                 |
| Inseln Böhmke und Werder                                       | weitere Bilder | N 81    | 14345     | Landkreis Vorpommern-Greifswald                                        |                            | Position | 117              | 1971                 |
| Jellen                                                         |                | N 40    | 163948    | Landkreis Ludwigslust-Parchim                                          |                            | Position | 24               | 1997                 |
| Kalkflachmoor und Mergelgruben bei Degtow                      |                | N 280   | 378105    | Landkreis Nordwestmecklenburg                                          |                            | Position | 66               | 2012                 |
| Kalkhorst                                                      |                | N 36    | 163984    | Landkreis Mecklenburgische Seenplatte                                  |                            | Position | 78               | 1961                 |
| Kalk-Zwischenmoor Wendischhagen                                | weitere Bilder | N 283   | 163979    | Landkreis Mecklenburgische Seenplatte                                  |                            | Position | 52               | 1994                 |
| Kammerbruch                                                    |                | N 157   | 164012    | Landkreis Nordwestmecklenburg                                          |                            | Position | 143              | 1990                 |
| Kaninchenwerder und Großer Stein im Großen Schweriner See      | weitere Bilder | N 111   | 164016    | Stadt Schwerin                                                         |                            | Position | 88               | 1939                 |
| Karlsburger und Oldenburger Holz                               | weitere Bilder | N 127   | 14387     | Landkreis Vorpommern-Greifswald                                        |                            | Position | 399              | 1984                 |
| Keetzseen                                                      |                | N 288   | 164044    | Landkreis Mecklenburgische Seenplatte                                  |                            | Position | 327              | 1994                 |
| Kiekbuschwiesen bei Neuhof                                     |                | N 158   | 164063    | Landkreis Nordwestmecklenburg                                          |                            | Position | 51               | 1990                 |
| Kiesbergwiesen bei Bergholz                                    |                | N 134   | 164069    | Landkreis Vorpommern-Greifswald                                        |                            | Position | 54               | 1989                 |
| Kiesgrube Wüstmark                                             | weitere Bilder | N 230   | 164084    | Stadt Schwerin                                                         |                            | Position | 17               | 1990                 |
| Kieshofer Moor                                                 | weitere Bilder | N 8     | 164087    | Landkreis Vorpommern-Greifswald                                        |                            | Position | 30               | 1938                 |
| Kläden                                                         | weitere Bilder | N 41    | 164107    | Landkreis Ludwigslust-Parchim                                          |                            | Position | 44               | 1998                 |
| Klädener Plage und Mildenitz-Durchbruchstal                    | weitere Bilder | N 306   | 164108    | Landkreis Ludwigslust-Parchim                                          |                            | Position | 118              | 1996                 |
| Klein Vielener See                                             |                | N 266   | 164112    | Landkreis Mecklenburgische Seenplatte                                  |                            | Position | 164              | 1996                 |
| Kleiner Krebssee                                               | weitere Bilder | N 305   | 164125    | Landkreis Vorpommern-Greifswald                                        |                            | Position | 46               | 1996                 |
| Klepelshagen                                                   | weitere Bilder | N 38    | 14367     | Landkreis Vorpommern-Greifswald, Landkreis Mecklenburgische Seenplatte |                            | Position | 304              | 1961                 |
| Klinker Plage                                                  |                | N 112   | 164142    | Landkreis Ludwigslust-Parchim                                          |                            | Position | 38               | 1982                 |
| Kniepower See und Katharinensee                                |                | N 252   | 164165    | Landkreis Vorpommern-Rügen                                             |                            | Position | 31               | 1994                 |
| Kormorankolonie bei Niederhof                                  | weitere Bilder | N 62    | 9331      | Landkreis Vorpommern-Rügen                                             |                            | Position | 27               | 1967                 |
| Kösterbeck                                                     | weitere Bilder | N 226   | 164215    | Landkreis Rostock                                                      |                            | Position | 231              | 1995                 |
| Krakower Obersee                                               | weitere Bilder | N 119   | 14351     | Landkreis Rostock                                                      |                            | Position | 1179             | 2000                 |
| Kronwald                                                       | weitere Bilder | N 42    | 14362     | Landkreis Vorpommern-Greifswald                                        |                            | Position | 114              | 1961                 |
| Krummenhagener See                                             | weitere Bilder | N 18    | 14333     | Landkreis Vorpommern-Rügen                                             |                            | Position | 257              | 1941                 |
| Krummes Moor                                                   |                | N 231   | 164269    | Landkreis Ludwigslust-Parchim                                          |                            | Position | 14               | 1990                 |
| Krüselinsee und Mechowseen                                     | weitere Bilder | N 92    | 14384     | Landkreis Mecklenburgische Seenplatte                                  |                            | Position | 483              | 1994                 |
| Kuckssee und Lapitzer See                                      |                | N 296   | 164272    | Landkreis Mecklenburgische Seenplatte                                  |                            | Position | 108              | 1995                 |
| Kuhlrader Moor und Röggeliner See                              | weitere Bilder | N 63    | 14346     | Landkreis Nordwestmecklenburg                                          |                            | Position | 307              | 1967                 |
| Kulowseen                                                      | weitere Bilder | N 287   | 164296    | Landkreis Mecklenburgische Seenplatte                                  |                            | Position | 201              | 1994                 |
| Küstenlandschaft zw. Priwall u. Barendorf m. Harkenbäkniederg. | weitere Bilder | N 144   | 318699    | Landkreis Nordwestmecklenburg                                          |                            | Position | 541              | 2000                 |
| Ladebower Moor                                                 | weitere Bilder | N 312   | 378115    | Landkreis Vorpommern-Greifswald                                        |                            | Position | 131              | 1997                 |
| Landgrabenwiesen bei Werder                                    | weitere Bilder | N 93    | 14379     | Landkreis Mecklenburgische Seenplatte                                  |                            | Position | 95               | 1975                 |
| Langenhägener Seewiesen                                        | weitere Bilder | N 232   | 164359    | Landkreis Ludwigslust-Parchim                                          |                            | Position | 146              | 1996                 |
| Langes Moor                                                    | weitere Bilder | N 253   | 378116    | Landkreis Vorpommern-Rügen                                             |                            | Position | 89               | 1990                 |
| Lanken                                                         | weitere Bilder | N 39    | 164374    | Landkreis Vorpommern-Greifswald                                        |                            | Position | 63               | 1961                 |
| Lankower See                                                   | weitere Bilder | N 160   | 164375    | Landkreis Nordwestmecklenburg                                          |                            | Position | 130              | 1990                 |
| Lauenhagener See                                               | weitere Bilder | N 274   | 163491    | Landkreis Mecklenburgische Seenplatte, Landkreis Vorpommern-Greifswald |                            | Position | 103              | 1993                 |
| Luisenhofer Teiche                                             |                | N 297   | 318755    | Landkreis Mecklenburgische Seenplatte                                  |                            | Position | 27               | 1999                 |
| Maibachtal                                                     | weitere Bilder | N 214   | 378120    | Landkreis Rostock, Landkreis Vorpommern-Rügen                          |                            | Position | 90               | 1990                 |
| Mannhagener Moor                                               |                | N 9     | 164564    | Landkreis Vorpommern-Rügen                                             |                            | Position | 45               | 1938                 |
| Marienfließ                                                    | weitere Bilder | N 279   | 164568    | Landkreis Ludwigslust-Parchim                                          |                            | Position | 617              | 1996                 |
| Mechower See                                                   |                | N 164   | 164591    | Landkreis Nordwestmecklenburg                                          |                            | Position | 185              | 1990                 |
| Mellenthiner Os                                                |                | N 301   | 164603    | Landkreis Vorpommern-Greifswald                                        |                            | Position | 65               | 1995                 |
| Mirower Holm                                                   |                | N 264   | 164628    | Landkreis Mecklenburgische Seenplatte                                  |                            | Position | 58               | 1996                 |
| Mittelsee bei Langwitz                                         | weitere Bilder | N 64    | 164635    | Landkreis Mecklenburgische Seenplatte                                  |                            | Position | 16               | 1967                 |
| Mönchgut: Göhrener Litorinakliff und Baaber Heide              | weitere Bilder | N 189g  | 64692     | Landkreis Vorpommern-Rügen                                             |                            | Position | 158              | 1990                 |
| Mönchgut: Having und Reddevitzer Höft                          | weitere Bilder | N 189h  | 64692     | Landkreis Vorpommern-Rügen                                             |                            | Position | 1032             | 1990                 |
| Mönchgut: Lobber Ort                                           | weitere Bilder | N 189c  | 64692     | Landkreis Vorpommern-Rügen                                             |                            | Position | 9                | 1990                 |
| Mönchgut: Nordperd                                             | weitere Bilder | N 189f  | 64692     | Landkreis Vorpommern-Rügen                                             |                            | Position | 69               | 1990                 |
| Mönchgut: Salzwiesen bei Middelhagen                           | weitere Bilder | N 189d  | 64692     | Landkreis Vorpommern-Rügen                                             |                            | Position | 71               | 1990                 |
| Mönchgut: Schafberg bei Mariendorf                             | weitere Bilder | N 189e  | 64692     | Landkreis Vorpommern-Rügen                                             |                            | Position | 19               | 1990                 |
| Mönchgut: Südperd                                              | weitere Bilder | N 189a  | 64692     | Landkreis Vorpommern-Rügen                                             |                            | Position | 27               | 1990                 |
| Mönchgut: Zicker                                               | weitere Bilder | N 189b  | 64692     | Landkreis Vorpommern-Rügen                                             |                            | Position | 932              | 1990                 |
| Mönchsee                                                       |                | N 15    | 14373     | Landkreis Mecklenburgische Seenplatte                                  |                            | Position | 286              | 1940                 |
| Moorer Busch                                                   |                | N 179   | 164673    | Landkreis Nordwestmecklenburg                                          |                            | Position | 111              | 1993                 |
| Moorrinne von Klein Salitz bis zum Neuenkirchener See          | weitere Bilder | N 320   | 378125    | Landkreis Nordwestmecklenburg, Landkreis Ludwigslust-Parchim           |                            | Position | 858              | 2006                 |
| Mümmelkensee                                                   | weitere Bilder | N 33    | 164732    | Landkreis Vorpommern-Greifswald                                        |                            | Position | 6                | 1961                 |
| Müritzsteilufer bei Rechlin                                    |                | N 265   | 318824    | Landkreis Mecklenburgische Seenplatte                                  |                            | Position | 292              | 1999                 |
| Nebel                                                          | weitere Bilder | N 137   | 164765    | Landkreis Rostock                                                      |                            | Position | 843              | 1995                 |
| Neuendorfer Moor                                               | weitere Bilder | N 324   | 378134    | Landkreis Nordwestmecklenburg                                          |                            | Position | 169              | 2007                 |
| Neuendorfer Wiek mit Insel Beuchel                             | weitere Bilder | N 321   | 344597    | Landkreis Vorpommern-Rügen                                             |                            | Position | 538              | 2005                 |
| Neuensiener und Selliner See: Hügel bei Neuensien              | weitere Bilder | N 190c  | 164791    | Landkreis Vorpommern-Rügen                                             |                            | Position | 4                | 1990                 |
| Neuensiener und Selliner See: Neuensiener See                  | weitere Bilder | N 190b  | 164791    | Landkreis Vorpommern-Rügen                                             |                            | Position | 122              | 1990                 |
| Neuensiener und Selliner See: Westufer des Selliner Sees       | weitere Bilder | N 190a  | 164791    | Landkreis Vorpommern-Rügen                                             |                            | Position | 87               | 1990                 |
| Nieklitzer Moor                                                |                | N 115   | 164818    | Landkreis Ludwigslust-Parchim                                          |                            | Position | 67               | 1982                 |
| Niendorf-Bernstorffer Binnensee                                |                | N 178   | 164819    | Landkreis Nordwestmecklenburg, Landkreis Ludwigslust-Parchim           |                            | Position | 582              | 1990                 |
| Nonnenbachtal                                                  | weitere Bilder | N 37    | 164833    | Landkreis Mecklenburgische Seenplatte                                  |                            | Position | 55               | 2001                 |
| Nonnenhof                                                      | weitere Bilder | N 5     | 14366     | Landkreis Mecklenburgische Seenplatte                                  |                            | Position | 1049             | 2002                 |
| Nordufer Langhagensee und Kleiner Langhagensee                 | weitere Bilder | N 199   | 164844    | Landkreis Ludwigslust-Parchim                                          |                            | Position | 34               | 1990                 |
| Nordufer Plätlinsee                                            | weitere Bilder | N 284   | 164845    | Landkreis Mecklenburgische Seenplatte                                  |                            | Position | 306              | 1994                 |
| Nordufer Plauer See                                            | weitere Bilder | N 67    | 14356     | Landkreis Mecklenburgische Seenplatte, Landkreis Ludwigslust-Parchim   |                            | Position | 647              | 1996                 |
| Nordufer Wittow mit Hohen Dielen                               | weitere Bilder | N 257   | 164846    | Landkreis Vorpommern-Rügen                                             |                            | Position | 139              | 1994                 |
| Nordwestufer Wittow und Kreptitzer Heide                       | weitere Bilder | N 286   | 378136    | Landkreis Vorpommern-Rügen                                             |                            | Position | 97               | 2006                 |
| Obere Nebelseen                                                |                | N 307   | 164866    | Landkreis Mecklenburgische Seenplatte                                  |                            | Position | 497              | 2008                 |
| Ostpeene                                                       | weitere Bilder | N 135   | 164967    | Landkreis Mecklenburgische Seenplatte                                  |                            | Position | 160              | 2011                 |
| Ostufer Tiefwaren – Falkenhäger Bruch                          | weitere Bilder | N 139   | 164969    | Landkreis Mecklenburgische Seenplatte                                  |                            | Position | 113              | 1994                 |
| Paschensee                                                     | weitere Bilder | N 120   | 164978    | Landkreis Ludwigslust-Parchim                                          |                            | Position | 228              | 1996                 |
| Peenemünder Haken, Struck und Ruden – Gebietsteil A            | weitere Bilder | N 1-A   | 14343     | Landkreis Vorpommern-Greifswald                                        |                            | Position | 7544             | 2008                 |
| Peenemünder Haken, Struck und Ruden – Gebietsteil B            |                | N 1-B   | 378075    | Landkreis Vorpommern-Greifswald                                        |                            | Position | 268              | 2008                 |
| Peenetal von Jarmen bis Anklam                                 | weitere Bilder | N 328   | 555514021 | Landkreis Vorpommern-Greifswald                                        |                            | Position | 3414             | 2010                 |
| Peenetal von Salem bis Jarmen                                  | weitere Bilder | N 327   | 389965    | Landkreis Mecklenburgische Seenplatte, Landkreis Vorpommern-Greifswald |                            | Position | 6716             | 2009                 |
| Peetscher See                                                  | weitere Bilder | N 117   | 14350     | Landkreis Rostock                                                      |                            | Position | 204              | 1982                 |
| Pipermoor/Mühlbachtal                                          |                | N 233   | 165006    | Landkreis Ludwigslust-Parchim                                          |                            | Position | 13               | 1990                 |
| Plauer Stadtwald                                               |                | N 304   | 378341    | Landkreis Ludwigslust-Parchim                                          |                            | Position | 349              | 2012                 |
| Plöwensches Seebruch                                           | weitere Bilder | N 303   | 165013    | Landkreis Vorpommern-Greifswald                                        |                            | Position | 228              | 1995                 |
| Pohnstorfer Moor                                               |                | N 326   | 344829    | Landkreis Nordwestmecklenburg                                          |                            | Position | 33               | 2005                 |
| Putzarer See                                                   |                | N 69A   | 555632816 | Landkreis Vorpommern-Greifswald, Landkreis Mecklenburgische Seenplatte |                            | Position | 399              | 1967                 |
| Richtenberger See                                              |                | N 329   | 555632802 | Landkreis Vorpommern-Rügen                                             |                            | Position | 195              | 2016                 |
| Quaßliner Moor                                                 | weitere Bilder | N 74    | 165056    | Landkreis Ludwigslust-Parchim                                          |                            | Position | 59               | 2000                 |
| Quellsumpf Ziegensteine bei Groß Stresow                       | weitere Bilder | N 191   | 165067    | Landkreis Vorpommern-Rügen                                             |                            | Position | 4                | 1990                 |
| Radegasttal                                                    | weitere Bilder | N 308   | 378344    | Landkreis Nordwestmecklenburg                                          |                            | Position | 346              | 2006                 |
| Radelsee                                                       | weitere Bilder | N 243   | 165081    | Stadt Rostock                                                          |                            | Position | 218              | 1993                 |
| Ramper Moor                                                    |                | N 121   | 165094    | Landkreis Ludwigslust-Parchim, Landkreis Nordwestmecklenburg           |                            | Position | 164              | 1982                 |
| Recknitzwiesen                                                 |                | N 211   | 378346    | Landkreis Rostock                                                      |                            | Position | 554              | 1990                 |
| Reppeliner Bachtal                                             | weitere Bilder | N 213   | 165141    | Landkreis Rostock                                                      |                            | Position | 77               | 1995                 |
| Ribnitzer Großes Moor                                          | weitere Bilder | N 14    | 14327     | Landkreis Vorpommern-Rügen, Landkreis Rostock                          |                            | Position | 274              | 1939                 |
| Riedensee                                                      | weitere Bilder | N 271   | 378347    | Landkreis Rostock                                                      |                            | Position | 120              | 2010                 |
| Rosenholz und Zippelower Bachtal                               |                | N 79    | 14374     | Landkreis Mecklenburgische Seenplatte                                  |                            | Position | 211              | 1967                 |
| Roter See bei Glowe                                            | weitere Bilder | N 255   | 165231    | Landkreis Vorpommern-Rügen                                             |                            | Position | 219              | 1994                 |
| Rothenmoorsche Sumpfwiese                                      | weitere Bilder | N 118   | 165233    | Landkreis Nordwestmecklenburg                                          |                            | Position | 13               | 1982                 |
| Rothes Moor bei Wesenberg                                      |                | N 95    | 14382     | Landkreis Mecklenburgische Seenplatte                                  |                            | Position | 84               | 1975                 |
| Rugenseemoor                                                   |                | N 234   | 165245    | Landkreis Rostock                                                      |                            | Position | 10               | 1990                 |
| Rühlower Os                                                    | weitere Bilder | N 96    | 165249    | Landkreis Mecklenburgische Seenplatte                                  |                            | Position | 24               | 1997                 |
| Rustwerder                                                     | weitere Bilder | N 82    | 165267    | Landkreis Nordwestmecklenburg                                          |                            | Position | 31               | 1971                 |
| Sabelsee                                                       |                | N 122   | 165279    | Landkreis Ludwigslust-Parchim                                          |                            | Position | 35               | 1939                 |
| Sandugkensee                                                   |                | N 289   | 165321    | Landkreis Mecklenburgische Seenplatte                                  |                            | Position | 67               | 1994                 |
| Santower See                                                   | weitere Bilder | N 269   | 319048    | Landkreis Nordwestmecklenburg                                          |                            | Position | 251              | 2003                 |
| Schaalelauf                                                    | weitere Bilder | N 113   | 14360     | Landkreis Ludwigslust-Parchim                                          |                            | Position | 542              | 2007                 |
| Schanzberge bei Brietzig                                       | weitere Bilder | N 71    | 165362    | Landkreis Vorpommern-Greifswald                                        |                            | Position | 7                | 1967                 |
| Schanzenberge bei Mankmoos                                     | weitere Bilder | N 315   | 319056    | Landkreis Nordwestmecklenburg                                          |                            | Position | 11               | 1998                 |
| Schlavenkensee                                                 | weitere Bilder | N 268   | 378357    | Landkreis Mecklenburgische Seenplatte                                  |                            | Position | 593              | 1993                 |
| Schlichtes Moor                                                |                | N 114   | 165414    | Landkreis Rostock                                                      |                            | Position | 58               | 1982                 |
| Schmachter See und Fangerien                                   | weitere Bilder | N 292   | 386353    | Landkreis Vorpommern-Rügen                                             |                            | Position | 279              | 1994                 |
| Schmale Heide mit Steinfeldern – Erweiterung                   | weitere Bilder | N 43B   | 319080    | Landkreis Vorpommern-Rügen                                             |                            | Position | 16               | 1994                 |
| Schnatermann                                                   | weitere Bilder | N 44    | 165443    | Stadt Rostock                                                          |                            | Position | 54               | 1961                 |
| Schönwolder Moor                                               | weitere Bilder | N 85    | 14357     | Landkreis Nordwestmecklenburg                                          |                            | Position | 142              | 1972                 |
| Schoritzer Wiek                                                | weitere Bilder | N 128   | 165465    | Landkreis Vorpommern-Rügen                                             |                            | Position | 463              | 1984                 |
| Schwingetal und Peenewiesen bei Trantow                        | weitere Bilder | N 241   | 165533    | Landkreis Vorpommern-Greifswald                                        |                            | Position | 703              | 1994                 |
| Seen- und Bruchlandschaft südlich Alt Gaarz                    |                | N 200   | 165541    | Landkreis Mecklenburgische Seenplatte                                  |                            | Position | 773              | 1997                 |
| Selmsdorfer Traveufer                                          |                | N 242   | 165556    | Landkreis Nordwestmecklenburg                                          |                            | Position | 123              | 1995                 |
| Sonnenberg                                                     | weitere Bilder | N 45    | 14355     | Landkreis Ludwigslust-Parchim                                          |                            | Position | 116              | 1961                 |
| Sprockfitz                                                     | weitere Bilder | N 72    | 165628    | Landkreis Mecklenburgische Seenplatte                                  |                            | Position | 27               | 1967                 |
| Spyckerscher See und Mittelsee                                 | weitere Bilder | N 256   | 165634    | Landkreis Vorpommern-Rügen                                             |                            | Position | 354              | 1994                 |
| Stauchmoräne nördlich Remplin                                  | weitere Bilder | N 104   | 165647    | Landkreis Mecklenburgische Seenplatte                                  |                            | Position | 146              | 1981                 |
| Stecknitz-Delvenau                                             | weitere Bilder | N 235   | 165659    | Landkreis Ludwigslust-Parchim                                          |                            | Position | 261              | 1994                 |
| Stegendieksbach                                                |                | N 207   | 165661    | Landkreis Rostock                                                      |                            | Position | 63               | 1995                 |
| Steinfelder in der Schmalen Heide                              | weitere Bilder | N 43A   | 14339     | Landkreis Vorpommern-Rügen                                             |                            | Position | 194              | 1935                 |
| Stepenitz- und Maurine-Niederung                               |                | N 259   | 165730    | Landkreis Nordwestmecklenburg                                          |                            | Position | 516              | 1996                 |
| Stoltera                                                       | weitere Bilder | N 11    | 165755    | Stadt Rostock                                                          |                            | Position | 74               | 1939                 |
| Strangen                                                       | weitere Bilder | N 170   | 165761    | Landkreis Ludwigslust-Parchim                                          |                            | Position | 78               | 1990                 |
| Streckelsberg                                                  | weitere Bilder | N 260   | 165762    | Landkreis Vorpommern-Greifswald                                        |                            | Position | 36               | 1961                 |
| Südspitze Gnitz                                                | weitere Bilder | N 248   | 165790    | Landkreis Vorpommern-Greifswald                                        |                            | Position | 75               | 1994                 |
| Tarnewitzer Huk                                                | weitere Bilder | N 275   | 378369    | Landkreis Nordwestmecklenburg                                          |                            | Position | 67               | 1993                 |
| Techin                                                         |                | N 168   | 165842    | Landkreis Ludwigslust-Parchim                                          |                            | Position | 622              | 1990                 |
| Teichgebiet Wismar-Kluß                                        | weitere Bilder | N 146   | 165848    | Landkreis Nordwestmecklenburg                                          |                            | Position | 180              | 1995                 |
| Teterower Heidberge                                            | weitere Bilder | N 184   | 165854    | Landkreis Rostock                                                      |                            | Position | 198              | 1990                 |
| Tetzitzer See mit Halbinsel Liddow und Banzelvitzer Berge      | weitere Bilder | N 254   | 102328    | Landkreis Vorpommern-Rügen                                             |                            | Position | 1112             | 1994                 |
| Teufelsmoor bei Horst                                          | weitere Bilder | N 222   | 165867    | Landkreis Rostock                                                      |                            | Position | 305              | 1996                 |
| Teufelssee bei Thelkow                                         | weitere Bilder | N 66    | 165871    | Landkreis Rostock                                                      |                            | Position | 9                | 1967                 |
| Töpferberg                                                     |                | N 68    | 165924    | Landkreis Ludwigslust-Parchim                                          |                            | Position | 14               | 1967                 |
| Torfstiche Stuer                                               |                | N 100   | 165931    | Landkreis Mecklenburgische Seenplatte                                  |                            | Position | 56               | 1999                 |
| Torfstichgelände bei Carlewitz                                 | weitere Bilder | N 129   | 165932    | Landkreis Vorpommern-Rügen                                             |                            | Position | 103              | 1984                 |
| Trebelmoor bei Tangrim                                         |                | N 83    | 165937    | Landkreis Vorpommern-Rügen                                             |                            | Position | 57               | 1971                 |
| Trebeltal                                                      | weitere Bilder | N 185   | 165938    | Landkreis Rostock                                                      |                            | Position | 843              | 1990                 |
| Trockenhänge am Petersberg                                     |                | N 263   | 319223    | Landkreis Ludwigslust-Parchim                                          |                            | Position | 46               | 1999                 |
| Trockenhänge bei Jülchendorf und Schönlager See                |                | N 322   | 319225    | Landkreis Ludwigslust-Parchim                                          |                            | Position | 102              | 2000                 |
| Trollblumenwiese Neukloster                                    |                | N 277   | 163131    | Landkreis Nordwestmecklenburg                                          |                            | Position | 19               | 2003                 |
| Uferzone Dassower See                                          | weitere Bilder | N 143   | 319234    | Landkreis Nordwestmecklenburg                                          |                            | Position | 148              | 2000                 |
| Unteres Peenetal (Peenetalmoor)                                | weitere Bilder | N 103   | 318938    | Landkreis Vorpommern-Greifswald                                        |                            | Position | 1198             | 1981                 |
| Unteres Recknitztal                                            | weitere Bilder | N 210   | 102335    | Landkreis Vorpommern-Rügen                                             |                            | Position | 1420             | 1994                 |
| Unteres Warnowland                                             | weitere Bilder | N 224   | 319248    | Landkreis Rostock, Stadt Rostock                                       |                            | Position | 1162             | 2001                 |
| Upahler und Lenzener See                                       | weitere Bilder | N 116   | 14359     | Landkreis Rostock, Landkreis Ludwigslust-Parchim                       |                            | Position | 537              | 1999                 |
| Vogelhaken Glewitz                                             | weitere Bilder | N 130   | 166079    | Landkreis Vorpommern-Rügen                                             |                            | Position | 89               | 1984                 |
| Wakenitzniederung                                              | weitere Bilder | N 145   | 378377    | Landkreis Nordwestmecklenburg                                          |                            | Position | 297              | 1992                 |
| Waldhof                                                        |                | N 203   | 378378    | Landkreis Vorpommern-Greifswald                                        |                            | Position | 254              | 1990                 |
| Wallberge und Kreidescholle bei Alt Gatschow                   | weitere Bilder | N 17    | 166159    | Landkreis Mecklenburgische Seenplatte                                  |                            | Position | 21               | 2001                 |
| Wallmoor                                                       |                | N 236   | 166162    | Landkreis Ludwigslust-Parchim                                          |                            | Position | 29               | 1990                 |
| Wangeliner See                                                 |                | N 293   | 319286    | Landkreis Ludwigslust-Parchim                                          |                            | Position | 127              | 1999                 |
| Warnowseen                                                     |                | N 76    | 14347     | Landkreis Ludwigslust-Parchim                                          |                            | Position | 232              | 1967                 |
| Warnowtal bei Karnin                                           | weitere Bilder | N 123   | 166171    | Landkreis Ludwigslust-Parchim                                          |                            | Position | 150              | 1982                 |
| Weißes Moor                                                    |                | N 77    | 166235    | Landkreis Ludwigslust-Parchim                                          |                            | Position | 13               | 1967                 |
| Weißes und Schwarzes Moor                                      |                | N 317   | 319308    | Landkreis Nordwestmecklenburg                                          |                            | Position | 124              | 2003                 |
| Wildes Moor bei Borken                                         |                | N 136   | 166312    | Landkreis Vorpommern-Greifswald                                        |                            | Position | 228              | 1989                 |
| Wittenhagen                                                    | weitere Bilder | N 46    | 14341     | Landkreis Vorpommern-Rügen                                             |                            | Position | 150              | 1961                 |
| Wocknin-See                                                    | weitere Bilder | N 78    | 166346    | Landkreis Vorpommern-Greifswald                                        |                            | Position | 56               | 1967                 |
| Wostevitzer Teiche                                             | weitere Bilder | N 285   | 378383    | Landkreis Vorpommern-Rügen                                             |                            | Position | 314              | 2011                 |
| Wreechener See                                                 | weitere Bilder | N 192   | 166365    | Landkreis Vorpommern-Rügen                                             |                            | Position | 72               | 1990                 |
| Wumm- und Twernsee                                             |                | N 282   | 14390     | Landkreis Mecklenburgische Seenplatte                                  |                            | Position | 136              | 1967                 |
| Wüste und Glase                                                |                | N 281   | 378358    | Landkreis Mecklenburgische Seenplatte, Landkreis Rostock               |                            | Position | 339              | 2008                 |
| Wüstemoor am Blanksee                                          |                | N 298   | 378386    | Landkreis Ludwigslust-Parchim                                          |                            | Position | 87               | 1995                 |
| Wustrow                                                        | weitere Bilder | N 141   | 166382    | Landkreis Rostock                                                      |                            | Position | 1999             | 1997                 |
| Zahrensee bei Dabelow                                          |                | N 97    | 166390    | Landkreis Mecklenburgische Seenplatte                                  |                            | Position | 17               | 1975                 |
| Zehlendorfer Moor                                              | weitere Bilder | N 86    | 166393    | Landkreis Rostock                                                      |                            | Position | 90               | 1972                 |
| Zerninsee-Senke                                                | weitere Bilder | N 300   | 166404    | Landkreis Vorpommern-Greifswald                                        |                            | Position | 383              | 1995                 |
| Zerrinsee bei Qualzow                                          |                | N 98    | 14383     | Landkreis Mecklenburgische Seenplatte                                  |                            | Position | 34               | 1975                 |
| Ziegelwerder                                                   | weitere Bilder | N 237   | 166412    | Stadt Schwerin                                                         |                            | Position | 64               | 1990                 |
| Ziemenbachtal                                                  | weitere Bilder | N 291   | 166422    | Landkreis Mecklenburgische Seenplatte                                  |                            | Position | 180              | 1994                 |

## Pflegezone des Biosphärenreservats Flusslandschaft Elbe Mecklenburg-Vorpommern
In der vom Landesamt für Umwelt, Naturschutz und Geologie Mecklenburg-Vorpommern herausgegebenen Liste werden auch die Pflegezonen des Biosphärenreservats Flusslandschaft Elbe Mecklenburg-Vorpommern aufgezählt, da sie „in Regelungsinhalt und Schutzintensität einem Naturschutzgebiet vergleichbar“ seien. Die Einteilung der Pflegezonen ist nicht rechtlich gegeben, sondern „wurde nur aus praktischen Erwägungen vorgenommen“.
| Name des Gebietes                                                   | Bild | Kennung | WDPA | Landkreis / Stadt             | Beschreibung / Bemerkungen | Standort | Fläche in Hektar | Datum der Verordnung |
| ------------------------------------------------------------------- | ---- | ------- | ---- | ----------------------------- | -------------------------- | -------- | ---------------- | -------------------- |
| BR ELB Pflegezone Die Rense                                         |      | BR3 PZ* |      | Landkreis Ludwigslust-Parchim |                            |          | 136              |                      |
| BR ELB Pflegezone Elbtallandschaft und Löcknitzniederung bei Dömitz |      | BR3 PZ* |      | Landkreis Ludwigslust-Parchim |                            |          | 1374             |                      |
| BR ELB Pflegezone Elbtallandschaft und Sudeniederung bei Boizenburg |      | BR3 PZ* |      | Landkreis Ludwigslust-Parchim |                            |          | 1607             |                      |
| BR ELB Pflegezone Lübtheener Heide und Trebser Moor                 |      | BR3 PZ* |      | Landkreis Ludwigslust-Parchim |                            |          | 1464             |                      |
| BR ELB Pflegezone Rögnitzniederung                                  |      | BR3 PZ* |      | Landkreis Ludwigslust-Parchim |                            |          | 590              |                      |
| BR ELB Pflegezone Schaaletal mit Zuflüssen                          |      | BR3 PZ* |      | Landkreis Ludwigslust-Parchim |                            |          | 158              |                      |
| BR ELB Pflegezone Sude mit Zuflüssen                                |      | BR3 PZ* |      | Landkreis Ludwigslust-Parchim |                            |          | 403              |                      |

## Quelle
- Landesamt für Umwelt, Naturschutz und Geologie Mecklenburg-Vorpommern, Liste der Naturschutzgebiete (Version vom 31. Dezember 2015)
- Common Database on Designated Areas Datenbank, Version 14